# Porfido (sous-marin)
Le Porfido est un sous marin italien de la classe Platino (sous-classe de la Serie 600) utilisé par la Regia Marina pendant la Seconde Guerre mondiale.

## Conception et description
Les sous-marins de la classe Platino (également connue sous le nom de classe Acciaio) sont le dernier développement du type 600. Ils comportent des améliorations par rapport à la série précédente, notamment en ce qui concerne les équipements et les aménagements internes, telles qu'une tourelle inférieure pour améliorer la stabilité et réduire la silhouette. Dans l'ensemble, les sous-marins de cette série donnent de bons résultats malgré toutes les limitations imposées par la mauvaise qualité des matériaux utilisés dans la construction en raison de difficultés d'approvisionnement, un défaut commun de la construction italienne de la période de la guerre. 
Les sous-marins de la classe Platino ont été conçus comme des versions améliorées de la précédente classe Adua. Ils déplacent 697 tonnes en surface et 850 tonnes en immersion. Les sous-marins mesurent 60,18 mètres de long, ont une largeur de 6,44 mètres et un tirant d'eau de 4,78 mètres.
Pour la navigation de surface, les sous-marins sont propulsés par deux moteurs Diesel de 700 chevaux (522 kW), chacun entraînant un arbre d'hélice. En immersion, chaque hélice est entraînée par un moteur électrique de 400 chevaux-vapeur (298 kW). Ils peuvent atteindre 14 nœuds (26 km/h) en surface et 7,3 nœuds (13,5 km/h) sous l'eau. En surface, la classe Platino possède une autonomie de 5 000 milles nautiques (9 300 km) à 8,5 nœuds (15,7 km/h). En immersion, elle a une autonomie de 80 milles nautiques (150 km) à 3 nœuds (5,6 km/h).
Les sous-marins sont armés de six tubes lance-torpilles internes de 53,3 cm, quatre à l'avant et deux à l'arrière. Ils sont également armés d'un canon de pont de 100 mm pour le combat en surface. L'armement antiaérien léger varie et peut consister en une ou deux mitrailleuses de 20 mm ou une ou deux paires de mitrailleuses de 13,2 mm.

## Histoire
Le Porfido est commandé pour  le chantier naval de CRDA à Monfalcone en Italie. La pose de la quille est effectuée le 9 novembre 1940, le Porfido est lancé le 23 août 1941 et mis en service le 24 janvier 1942.
Une fois en service, le Porfido suit une période de formation intensive pour devenir rapidement opérationnel. Le commandant du sous-marin est le tenente di vascello (lieutenant de vaisseau) Giovanni Lorenzotti. Le Volframio est stationné à Cagliari en Sardaigne,.
En août 1942, lors de la Battaglia di mezzo agosto (bataille de la mi-août ou opération Pedestal pour les Alliés), il fait partie des sous-marins envoyés pour intercepter le convoi britannique pour Malte mais il ne voit pas les unités ennemies.
Le 2 décembre, dans la soirée, le Porfido quitte Cagliari pour aller tendre une embuscade dans les eaux qui font face à Bona,. Quatre jours plus tard, à 1h50 du matin, alors qu'il opère en surface, au large de La Galite, il aperçoit et est aussi aperçu par le sous-marin britannique HMS Tigris. Ce dernier est plus rapide, mais aussi parce qu'il a été le premier à apercevoir l'autre, et lui lance une série de 2 torpilles,. Le Porfido réussit une manœuvre pour éviter une des deux torpilles, mais l'autre letouche, frappant la salle des machines. Le sous-marin coule en une vingtaine de secondes à la position géographique de 38° 10′ N, 8° 35′ E, à environ quatre-vingt-dix milles nautiques au Nord/Nord-Est de Bona,,.
Le commandant Lorenzotti, 5 autres officiers et 38 sous-officiers et marins disparaissent en mer. le Tigris lui-même assure le sauvetage des quatre seuls survivants,,.
Le sous-marin a effectué un total de 5 missions offensives-exploratoires et 8 de transfert, couvrant 4 549 milles nautiques (8 400 km) en surface et 473 milles nautiques (876 km) en immersion.